# Vibras
 (avril 2020).
Si vous disposez d'ouvrages ou d'articles de référence ou si vous connaissez des sites web de qualité traitant du thème abordé ici, merci de compléter l'article en donnant les références utiles à sa vérifiabilité et en les liant à la section « Notes et références ».
Albums de J. Balvin
Energia
(2016) Oasis
(2019)
Singles
1. Mi gente
Sortie : 30 juin 2017
2. Machika
Sortie : 16 janvier 2018
3. Ahora
Sortie : 26 février 2018
4. Ambiente
Sortie : 13 avril 2018
5. No Es Justo
Sortie : 13 juillet 2018[1]

Vibras est le 5e album studio du chanteur colombien J. Balvin sorti le 25 mai 2018.

## Production
Le 30 juin 2017, José Alvaro Osorio Balvin sort Mi Gente avec le rappeur français Willy William
Le 16 janvier 2018, Balvin sort Machika. Le 26 février 2018, il sort Ahora, le 13 avril 2018, Ambiente et le 13 juillet 2018, No Es Justo

## Liste des pistes
| Vibras | Vibras                                | Vibras                                                                                          | Vibras                 | Vibras | Vibras | Vibras | Vibras | Vibras | Vibras |
| No     | Titre                                 | Auteur                                                                                          | Producteurs            | Durée  |        |        |        |        |        |
| ------ | ------------------------------------- | ----------------------------------------------------------------------------------------------- | ---------------------- | ------ | ------ | ------ | ------ | ------ | ------ |
| 1.     | Vibras (featuring Carla Morrison)     | - José Osorio - Marco Masis - Carla Morrison - Alejandro Ramirez                                | - Tainy - Sky          | 1:06   |        |        |        |        |        |
| 2.     | Mi Gente (avec Willy William)         | - Osorio - Willy William - Adam Assad - Andrés David Restrepo - Mohombi Nzasi Moupondo          | William                | 3:05   |        |        |        |        |        |
| 3.     | Ambiente                              | - Osorio - Masis - Justin Quiles - Ramirez - Jose Angel Rodriguez                               | - Tainy - Sky          | 4:09   |        |        |        |        |        |
| 4.     | Cuando Tú Quieras                     | - Osorio - Jesús Manuel Nieves Cortes - Masis - Rodriguez                                       | - Tainy - Sky          | 3:25   |        |        |        |        |        |
| 5.     | No Es Justo (featuring Zion & Lennox) | - Osorio - Nieves - Félix Ortiz - Gabriel Pizarro - Masis - Ramirez                             | - Tainy - Sky          | 4:11   |        |        |        |        |        |
| 6.     | Ahora                                 | - Osorio - Nieves - Masis - Ramirez                                                             | - Tainy - Sky          | 4:15   |        |        |        |        |        |
| 7.     | Brillo (avec Rosalía)                 | - Osorio - Nieves - Masis - Ramirez - Rosalía Vila                                              | - Tainy - Sky          | 2:40   |        |        |        |        |        |
| 8.     | En Mí (Interlude)                     | - Osorio - Ramirez - Vila                                                                       | - Tainy - Sky          | 0:54   |        |        |        |        |        |
| 9.     | En Mí                                 | - Osorio - Nieves - Ramirez                                                                     | - Tainy - Sky          | 3:16   |        |        |        |        |        |
| 10.    | Peligrosa (featuring Wisin & Yandel)  | - Osorio - Chris Jeday - Luis E. Ortiz Rivera - Juan Luis Morera Luna - Llandel Veguilla Malavé | - Gaby Music - Jeday   | 3:22   |        |        |        |        |        |
| 11.    | Noches Pasadas                        | - Osorio - Nieves - Masis - Ramirez                                                             | - Tainy - Sky          | 3:42   |        |        |        |        |        |
| 12.    | Tu Verdad                             | - Osorio - Masis - Ramirez                                                                      | - Tainy - Sky          | 3:25   |        |        |        |        |        |
| 13.    | Dónde Estarás                         | - Osorio - Masis - Ramirez                                                                      | - Tainy - Sky          | 3:12   |        |        |        |        |        |
| 14.    | Machika (avec Jeon et Anitta)         | - Osorio - Larissa Machado - Alejandro Ramírez - Clyde Sergio Narain - Jonathan Bryan Thiel     | - Chuckie - ChildsPlay | 3:10   |        |        |        |        |        |
| 43:44  |                                       |                                                                                                 |                        |        |        |        |        |        |        |

## Classements hebdomadaires
| Chart (2018)                  | Meilleure position |
| ----------------------------- | ------------------ |
| Belgique (Flandre Ultratop)   | 96                 |
| Belgique (Wallonie Ultratop)  | 119                |
| Canada (Canadian Albums)      | 40                 |
| France (SNEP)                 | 79                 |
| Pays-Bas (Mega Album Top 100) | 28                 |
| Italie (FIMI)                 | 47                 |
| Suède (Sverigetopplistan)     | 62                 |
| Espagne (Promusicae)          | 50                 |
| Suisse (Schweizer Hitparade)  | 20                 |
| États-Unis (Billboard 200)    | 15                 |

## Certifications
| Région | Certification           | Ventes/Streams |
| --- | ----------------------- | -------------- |
| Brésil (ABPD)                                                                                             | Diamant                 | 0*             |
| Mexique (AMPFV)                                                                                           | Disque de certification | 0^             |
| États-Unis (RIAA)                                                                                         | Platine (Latin)         | 60 000^        |
| *Ventes selon la certification xNon précisé par la certification ‡ventes/streaming selon la certification |                         |                |

| Pays               | Certification |
| ------------------ | ------------- |
| Brésil (PMB)       | Diamant       |
| Mexique (AMPROFON) | Platine Or    |
| États-Unis (RIAA)  | 8 × Platine   |

## Personnel
- J. Balvin
- Willy William
- Wisin
- Yandel
- Zion
- Lennox
- Rosalia
- Anitta
- Jeon
- Carla Morrison